# جمعية كشافة الدومينيكان
جمعية كشافة الدومينيكان هي المنظمة الكشفية الوطنية لجمهورية الدومينيكان. وجاءت الكشافة إلى جمهورية الدومينيكان في عام 1914، وتأسست جمعية كشافة الدومينيكان في عام 1920 وأصبحت عضوا في المنظمة العالمية للحركة الكشفية في عام 1930. ويخدم جمعية كشافة الدومينيكان 1278 كشافة ومرشدة من كلا الجنسين اعتبارا من عام 2011.
الكشافة تنشط في خدمة المجتمع، وغرس الأشجار، ومراقبة وحفظ البيئة من التلوث، وأصبحت نشطة في مجال التوعية البيئية.
تضم جمعية كشافة الدومينيكان العديد من القادة الكشفيين الذين يدرسون الدورات التدريبية السنوية في السيطرة على الحرائق والتي تقوم بها إدارة الإطفاء.

## روابط خارجية
- الصفحة الرئيسية لجمعية كشافة الدومينيكان